# Thomas Witzmann
Thomas Witzmann (* 26. Januar 1958 in Coburg; † 29. Juni 2025 in Lichtenfels) war ein deutscher Musiker (Schlagzeug, Komposition, auch Vibraphon), der in den Bereichen Neue Musik sowie Jazz und Improvisationsmusik tätig war.

## Leben und Wirken
Witzmann spielte ab 1972 als Schlagzeuger in einer Bluesband. Vier Jahre später nahm er am Erlanger Musikinstitut klassischen Schlagzeugunterricht. Von 1980 bis 1985 absolvierte er an der Hochschule für Musik und Tanz Köln bei Christoph Caskel und Peter Giger ein Schlagzeugstudium. 
Ab 1982 war Witzmann in zahlreichen Konzerten als Interpret bzw. Solist Neuer Musik tätig, darunter diverse Uraufführungen und Hörfunkproduktionen mit John Cage, Helmut Lachenmann und Mauricio Kagel. Ab 1986 engagierte er sich im Grenzbereich zwischen Neuer Musik, Improvisation, Musiktheater und bildender Kunst.
Mit Albrecht Maurer legte Witzmann 1990 bei JazzHausMusik das Album Directors vor, mit den Gastmusikern Thomas Ernst, Horst Grabosch und Michael Heupel. 1997 folgte unter eigenem Namen Zeug für Schlagquartett (Random Acoustics), produziert von Georg Gräwe und eingespielt mit dem Schlagquartett Köln (Achim Seyler, Dirk Rothbrust, Thomas Meixner, Thomas Oesterdiekhoff). Des Weiteren wirkte er in den Formationen George Gräwes GrubenKlangOrchester (Songs and Variations), Horst Grabosch DDT (Die Kälte des Weltraums, 1990) sowie Strange Meeting (Stadtgarten Series Vol. 3, mit Frank Gratkowski, Thomas Ernst, Tim Wells).
2005 war Witzmann, der 1999 ein Auslandsstipendium des Kultusministeriums NRW erhielt, Composer in Residence der Ensemblia Mönchengladbach und 2008 künstlerischer Leiter der Kammermusik-Theaterreihe Vorhang auf: Musik am Theater Bonn. Von 2005 bis 2012 war er als Projektdramaturg für den Fonds Experimentelles Musiktheater tätig. In seinen am Musiktheater orientierten Installationen bespielte er auch Bauwerke. Zu seinen Werken gehört ferner das Hörspiel Hortulus Animae, mit Lyrik und O-Tönen – u. a. vom Maler Gunther Keusen, der fast ausschließlich mit Holunderextrakten arbeitet –, „überwuchert von zwei Sopranstimmen, vier Posaunen und bislang der Gartenkultur vorbehaltenen Perkussionsinstrumenten“.
Witzmann wirkte zudem als Schlagzeuglehrer an der Rheinischen Musikschule.